# Покровська церква (Білокопитове)
Церква Покрови Пресвятої Богородиці — це мурований храм, зведений у XVIII столітті в селі Білокопитове на Глухівщині.

## Історія
Вперше Білокопитове, як ратушне село, згадується в універсалі лівобережного гетьмана Івана Брюховецького від 30 грудня 1667 року. Цим документом він надавав землі навколо нинішнього села у власність Новгород-Сіверському військовому товаришу Олексію Заруцькому. За указом та жалуваною грамотою московського князя Олексія Михайловича було дано «за довгу його службу» Олексію Заруцькому, дружині його та дітям безповоротно ці землі. Пізніше, за царювання московських князів Іоанна та Петра Олексійовичів, 9 травня 1683 року була ними дана ще одна грамота Олексію Заруцькому на ці землі. 13 листопада 1708 року син Олексія Заруцького Афанасій за промову у Глухові, який засуджував «изменические дела» Івана Мазепи у присутності царя Петра І і новообраного гетьмана Івана Скоропадського отримав ці землі, як нагороду від царя: царську жаловану підтвердну грамоту на ці землі та сільце Білокопитове.
Будувати кам'яну Покровську церкву у 1765—1770 роках почав колезький радник Сергій Дергун. Він виділивши із своїх володінь 18 десятин землі (19,62 га) під будівництво храму. Цю інформацію підтвердила дворянка Варвара Шечкова, яка повідомила в 1861 році, що церкву в селі Білокопитове побудував її пращур Сергій Дергун на власній землі Відомо, що у 1780 році в мурованій церкві правив священик і два паламарі. Після перебудов кінця XIX століття приміщення церкви значно розширилося. Станом на 1910 рік основне приміщення не опалювалося, а пічки стояли у притворах.
Покровська церква була приходською не лише для села Білокопитова, а й для сусідніх хуторів Ляхів, Вінди, Москаленки, Наумівка, села Заруцького та Катеринівки сусіднього Путивльського повіту Курської губернії (з 1923 року, в складі Української РСР, а з 2020 року — Шалигинської селищної громади). Церква мала власний погост, де ховали представників роду Дергунів та Радченків. На ньому знайшли свій останній спокій власники навколишніх земель — Петро Бек та його дружина Софія. Приходське кладовище розташовувалося в селі Заруцькому (з 2020 року — в складі Глухівської міської громади). Цілком імовірно, тіло самого Сергія Дергуна, який помер вже після спорудження та освячення церкви, 23 грудня 1788 року, було теж поховано саме в склепі під церквою.
В часи радянського панування церкву розбирали на цеглу. Були знесені бічні притвори, другий ярус дзвіниці, купол над вівтарною частиною, д'яконик та жертовник. Фактично, церква отримала свої первісні обриси XVIII століття. Після проголошення незалежності України, храм повернули церковній громаді села Білокопитова, відновилася служба. Був добудований північний притвор, над дзвіницею з'явився другий ярус, бабинець та вівтарну частини увінчує двозаломні верхи з маківками. При церкві діє недільна школа. Під час ремонтних робіт в храмі у 2020 році виявили вхід до склепу, засипаний будівельним сміттям. Після розчистки підземної частини храму, знайдені людські останки та предмети погребального призначення.

## Опис
До перебудови Покровська церква в Білокопитовому була тридільною, одноповерховою, з прямокутними навою і бабинцем та гранчастим вівтарем. Наву подібних храмів увінчували гранчатими заломними верхами. У 1898 році власники прибудували північний і південний притвор за проєктом цивільного інженера єпархіального архітектора П. Вакуловського. Таким чином, храм став хрещатим. Раніше до бабинця добудували двоярусну дзвіницю. Верх над навою було демонтовано, але замінено на важку цибулина над вівтарною частиною, що не характерно для території України. Обабіч вівтаря були добудовані д'яконик та жертовник.

## Джерело
- Опис Новгород-Сіверського намісництва 1779—1781 рр. / Передм. і ред. П. Федоренка. — Київ: Вид-во ВУАН, 1931. — 592 с.